# Высший судебный совет Сирии
Высший судебный совет Сирии (араб. مجلس القضاء الأعلى في سوريا‎) — судебный совет, обеспечивающий надлежащее функционирование судебной власти и уважение её независимости в Сирии. Высший судебный совет осуществляет надзор за деятельностью обычных и военных судов.